# Homenaje a Sarasate
Homenaje a Sarasate en Homenaje a Casals zijn twee composities van Leonardo Balada. Het zijn werken uit zijn stijlperiode waarin hij traditionele muziek combineerde met avant-gardemuziek. Zijn eerbetoon aan Pablo de Sarasate levert een bonte schakering op van de volksmuziek die Sarasate gebruikte in zijn Zapateado en moderne klassieke muziek. Het werk op basis van een Catalaans volkswijsje dat de cellist Pablo Casals altijd speelde, is veel ingetogener en abstracter. 
Donald Johanos leidde het Pittsburgh Symphony Orchestra in de premières in mei 1976 in Barcelona.